# Clubiona wunderlichi
Clubiona wunderlichi este o specie de păianjeni din genul Clubiona, familia Clubionidae, descrisă de Mikhailov în anul 1992.
Este endemică în Mongolia. Conform Catalogue of Life specia Clubiona wunderlichi nu are subspecii cunoscute.